# Maria & Mindy - Best friends forever
Maria & Mindy - Best friends forever är en TV-serie om Maria Montazami och Mindy Bondurant som åker på semester till Sverige.

## Avsnitt
1. - Maria och Mindy packar fisljus inför Sverigeresan
2. - Maria Montazami tvingas släppa tofsarna och måste istället ta i som en hel karl
3. - Maria Montazamis chockar med rött läppstift - och går på klassåterträff i Västerås
4. - Maria Montazamis sovsäckstrubbel med Mindy
5. - Maria Montazami letar lyxlya i Stockholm